# Chanoy
Chanoy ist eine französische Gemeinde mit 128 Einwohnern (Stand 1. Januar 2022) im Département Haute-Marne in der Region Grand Est. Sie gehört zum Arrondissement Langres und zum Kanton Langres. Die Bewohner werden Chanoyens und Chanoyennes genannt.

## Lage
Die Gemeinde Chanoy liegt an der Marne. neun Kilometer nordnordwestlich von Langres. Nahe Chanoy überquert die Autoroute A31 das Marnetal. Chanoy ist umgeben von folgenden Nachbargemeinden:
|            |                                             | Rolampont |
| Beauchemin | Kompassrose, die auf Nachbargemeinden zeigt |           |
|            | Humes-Jorquenay                             |           |

## Bevölkerungsentwicklung
| Jahr                       | 1962 | 1968 | 1975 | 1982 | 1990 | 1999 | 2008 | 2018 |
| -------------------------- | ---- | ---- | ---- | ---- | ---- | ---- | ---- | ---- |
| Einwohner                  | 88   | 84   | 153  | 152  | 147  | 107  | 140  | 124  |
| Quellen: Cassini und INSEE |      |      |      |      |      |      |      |      |